# Tamura (Klan)

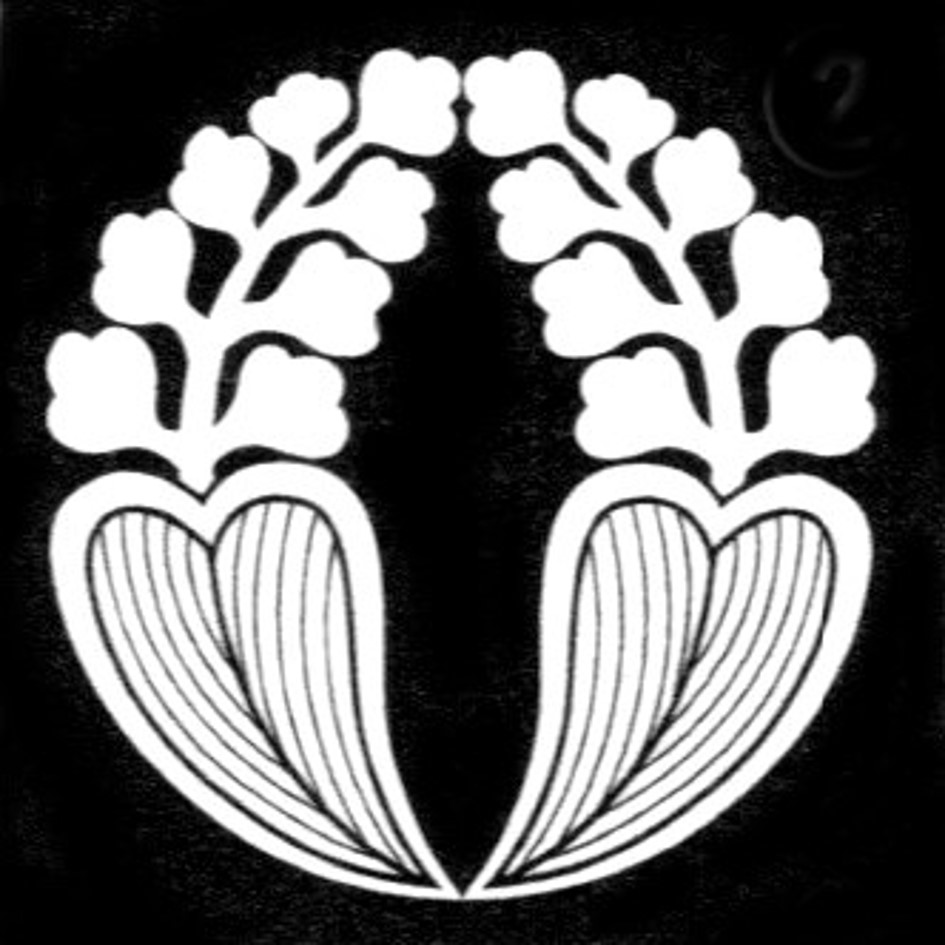
Wappen der Tamura

Die Tamura (japanisch 田村氏, Tamura-shi) waren eine alte Familie des japanischen Schwertadels (Buke), die sich von Sakanoue no Tamuramaro (坂上 田村麿) ableitete.

## Genealogie (Auswahl)
Date Munekatsu (伊達宗勝; 1621–1679), 13. und letzter Sohn Date Masamunes, erhielt 1660 Ichinoseki (一関) in der Provinz Mutsu als Zweigdomäne mit einem Einkommen von 30.000 Koku. Im Zusammenhang mit den Date-Unruhen verlor er seine Stellung und wurde in die Provinz Tosa verbannt. 1681 wurde Muneyoshi, ein Sohn Tadamunes (伊達 忠宗; † 1658) und damit ein Enkel Masamunes, dessen Mutter eine Nachfahrin der Tamura war, zum neuen Chef des wiederbelebten Hauses Tamura bestimmt.
- Muneyoshi (宗良; 1637–1678) erhielt ein Einkommen von 1.500 Koku.
- Tatsuaki (建顕; 1656–1708), Muneyoshis Sohn, erhielt 1681 die Domäne Ichinoseki und stieg mit einem Einkommen von 27.000 Koku zum Tozama-Daimyō auf.

Die Tamura residierten dort in einem Festen Haus (陣屋, Jinya) bis zur Meiji-Restauration 1868. Der Chef des Hauses erhielt dann den Rang eines Vizegrafen.